# Ålderdom och dårskap
Ålderdom och dårskap är en svensk dramafilm från 1916 i regi av Edmond Hansen.

## Om filmen
Filmen premiärvisades 6 mars 1916 på biograf Cosmorama i Göteborg. Den spelades in vid Svenska Biografteaterns ateljé på Lidingö av Carl Gustaf Florin. 

## Rollista
- August Warberg – Lunde på Munkebo, jägmästare
- Greta Almroth – Gudrun Lunde, hans dotter
- Edith Erastoff – Mademoiselle, hennes guvernant
- John Ekman – Carl Sten, skådespelare
- Semmy Friedmann – Kaj, Gudruns kusin